# Râul Hididel
Râul Hididel sau Râul Hidigel  sau Râul Hidegel este un curs de apă afluent al Râul Rece

## Hărți
- Harta Județului Caraș-Severin
- Harta Muntele Mic și Țarcu  Arhivat în 28 martie 2010, la Wayback Machine.